# Lucy Cranwell

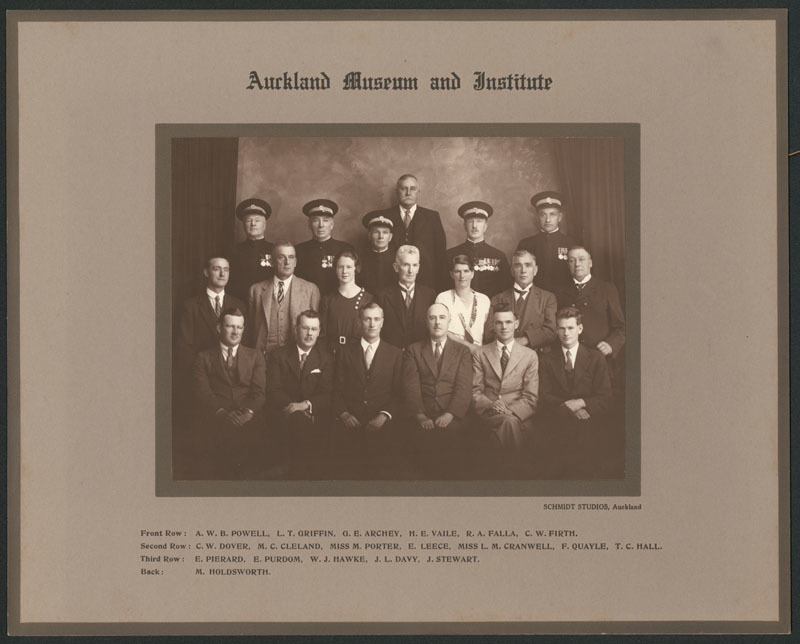
Lucy Cranwell im Gruppenporträt der Mitarbeiter des Auckland Museums um 1930

Lucy May Cranwell FRSNZ (* 7. August 1907 in Henderson, Neuseeland; † 8. Juni 2000 in Tucson, Arizona, USA) war eine neuseeländische Botanikerin und Palynologin. Cranwell war die Erste, die fossile Pollen australasiatischer und südamerikanischer Südbuchen sowie neuseeländischer Nadelbäume im Detail beschrieb.

## Leben und Werk

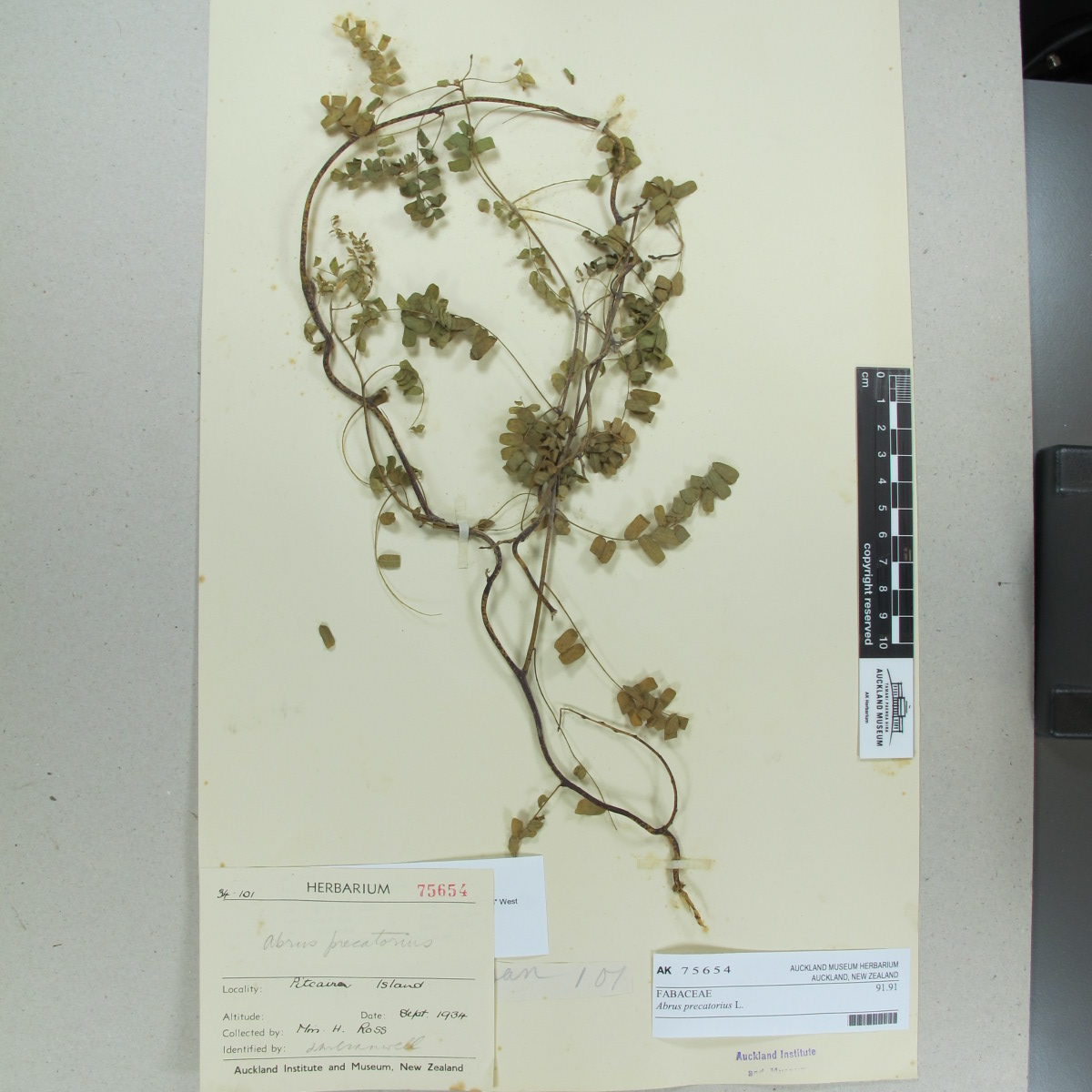
Abrus precatorius L.

Cranwell war die Tochter des Gärtners Ben Cranwell, der 1900 einen Teil von Thomas Hendersons Farm gekauft und zu einem Obstgarten ausgebaut hatte, der heute zum Cranwell Park gehört. Sie besuchte die Epsom Girls Grammar School und studierte an der University of Auckland, wo sie 1929 ihr Studium mit einem Master in Botanik abschloss.
Nach ihrer Rückkehr von einer Exkursion in die Coromandel Range wurde sie 1929 auf persönliche Einladung des Direktors Gilbert Archey zur Botanikerin am Auckland Museum ernannt, das in diesem Jahr sein neues Gebäude eröffnete. Sie richtete die Naturkundegalerien ein und pflegte das Herbarium. Während ihrer Anstellung dort sammelte sie über 4000 Exemplare getrockneter Pflanzen. Neben der Öffentlichkeitsarbeit im Museum sprach sie im Radio, bereitete Ausstellungen einheimischer Blumen vor, hielt populäre Vorträge und schrieb regelmäßig Zeitungskolumnen.

## Feldforschung

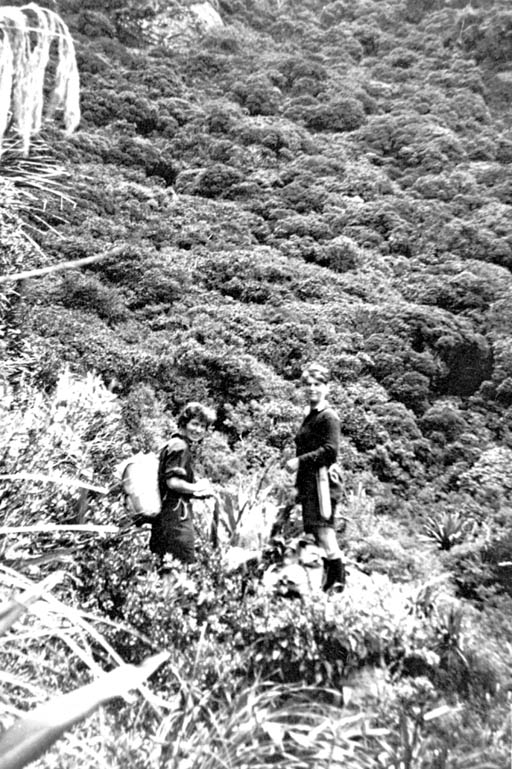
Lucy Moore und Lucy Cranwell auf ihrer Exkursion nach Maungapohatu im Jahr 1930. Die beiden Frauen tragen die Shorts ihrer Brüder, da keine Feldkleidung für Frauen verfügbar war

Lucy Cranwell und ihre Freundin Lucy Beatrice Moore unternahmen Exkursionen in entlegene Teile Neuseelands, sammelten Pflanzenproben und veröffentlichten ihre Ergebnisse. Im März 1930 unternahmen sie die erste große Expedition zum Gipfel des abgelegenen Maungapohatu von der neu eröffneten Straße zum Lake Waikaremoana aus. Als Cranwell von der nur für Männer vom Museum organisierten Exkursion zu den Three Kings Islands ausgeschlossen wurde, organisierte sie ihre eigenen wissenschaftlichen Reisen für sich und Moore nach Taranga und sie veröffentlichten ihre Ergebnisse in den Aufzeichnungen des Auckland Institute and Museum (1935). Im Laufe der Jahre sammelten sie Material von den Poor Knights Islands, den Hen and Chickens Islands, dem Gipfel des Te Moehau, dem Mount Hikurangi und dem Gipfel des Maungapohatu in Te Urewera. Diese Feldforschung zusammen mit Moore war die umfangreichste, die bis dahin von Frauen in Neuseeland durchgeführt wurde. Im Jahr 1940 veröffentlichte Cranwell The Botany of Auckland, das erste umfassende Werk über die Flora in der Region Auckland.
Sie veröffentlichte 1943 ein Buch mit dem Titel Food is Where You Find It: A Guide to Emergency Foods of the Western Pacific (Deutsch sinngemäß: Nahrung gibt es dort, wo Sie welche finden: Ein Leitfaden für Notnahrungsmittel im Westpazifik) für Flieger im Zweiten Weltkrieg und andere, die auf abgelegenen pazifische Inseln ausgesetzt wurden. Es erwies sich als Bestseller für das Museum mit 23.000 verkauften Exemplaren bis zur 4. Auflage. Es wurde an amerikanische und britische Truppen bis nach Burma ausgegeben.

## Forschungsgebiet fossile Pollen
Ihre Forschung zu fossilen Pollen begann 1935, als sie am Sechsten Internationalen Botanischen Kongress in Amsterdam teilnahm und von Lennart von Post aus Stockholm, dem Begründer der Pollenanalyse, eingeladen wurde, neuseeländische Pollen postglazialer Torfproben aus Otago und Southland zu untersuchen. Ihre gemeinsame Arbeit aus dem Jahr 1936 über Vegetationsgeschichte und Klimainterpretationen war ein neuer Ansatz für den fossilen Pollen der südlichen Hemisphäre. 1938 erhielt sie ein sechsmonatiges Stipendium des Bernice P. Bishop Museum in Honolulu, mit dem sie über hawaiianische Bergmoore unter der Leitung von Carl Johan Fredrik Skottsberg aus Schweden forschte.
1943 heiratete Cranwell einen Major der US-Armee, den Archäologen S. Watson Smith. Sie zog mit ihm 1944 in die Vereinigten Staaten, wo 1947 ihr Sohn geboren wurde. Sie setzte dort ihre international anerkannte Arbeit als Expertin für fossile Pollen und Sporen fort. Nach ihrer Arbeit an der Harvard University wurde Cranwell wissenschaftliche Mitarbeiterin für Palynologie an der University of Arizona in Tucson, wo sie ab 1954 lebte. Mit Isabel Clifton Cookson berichtete sie über die ersten palynologischen Ansammlungen aus Chile. Sie untersuchte den möglichen Ursprung der Südbuche in der Antarktis und ihre Verbreitung in Gondwana und weckte das Interesse am Konzept der Antarktis als Ort der Evolution und Verbreitungspunkt vieler Pflanzengruppen.
Mehrere lebende und fossile Pflanzenarten, ein Buschweg im Westen von Auckland und ein Park in Henderson wurden zu Cranwells Ehren benannt.

## Ehrungen (Auswahl)
- 1937: Loder Cup
- 1937: Fellow der Linnaean Society (London)
- 1938: Stipendium des Bishop Museum (Honolulu) der Yale University
- 1944: Fellow der Royal Society of New Zealand, als zweite Frau, die diese Auszeichnung erhielt
- 1954: als erste Frau die Hector-Medaille der Royal Society Te Apārangi
- 1959: Doctor of Science vom Auckland University College, University of New Zealand
- 1964: Ehrenmitglied auf Lebenszeit des Auckland Institute and Museum
- 1983: Fellow der Arizona-Nevada Academy of Science
- 1989: Ehrenmitglied der American Association of Stratigraphic Palynologists
- 1992: Ehrendoktorwürde der University of Auckland
- 1999: Fellow des Auckland War Memorial Museum
- 2017: 150 Women in 150 Words der Royal Society Te Apārangi[4]
- Die Cranwell-Medaille wird an praktizierende Wissenschaftler für herausragende Leistungen in der Wissenschaftsvermittlung an die breite Öffentlichkeit in jedem Bereich der Wissenschaft oder Technologie verliehen. Im Jahr 2017 wurde die Science Communicator Medal umbenannt, um die Botanikerin Lucy Cranwell zu ehren.[5]
- Cranwell war Gründungsmitglied der Auckland Botanical Society. Die Auckland Botanical Society ehrt sie mit dem Lucy Cranwell Field Grants Fund zur Unterstützung der botanischen Forschung.
- Die Auckland Botanical Society veranstaltet jährlich eine Lucy Cranwell Lecture.